# Twister (joc)

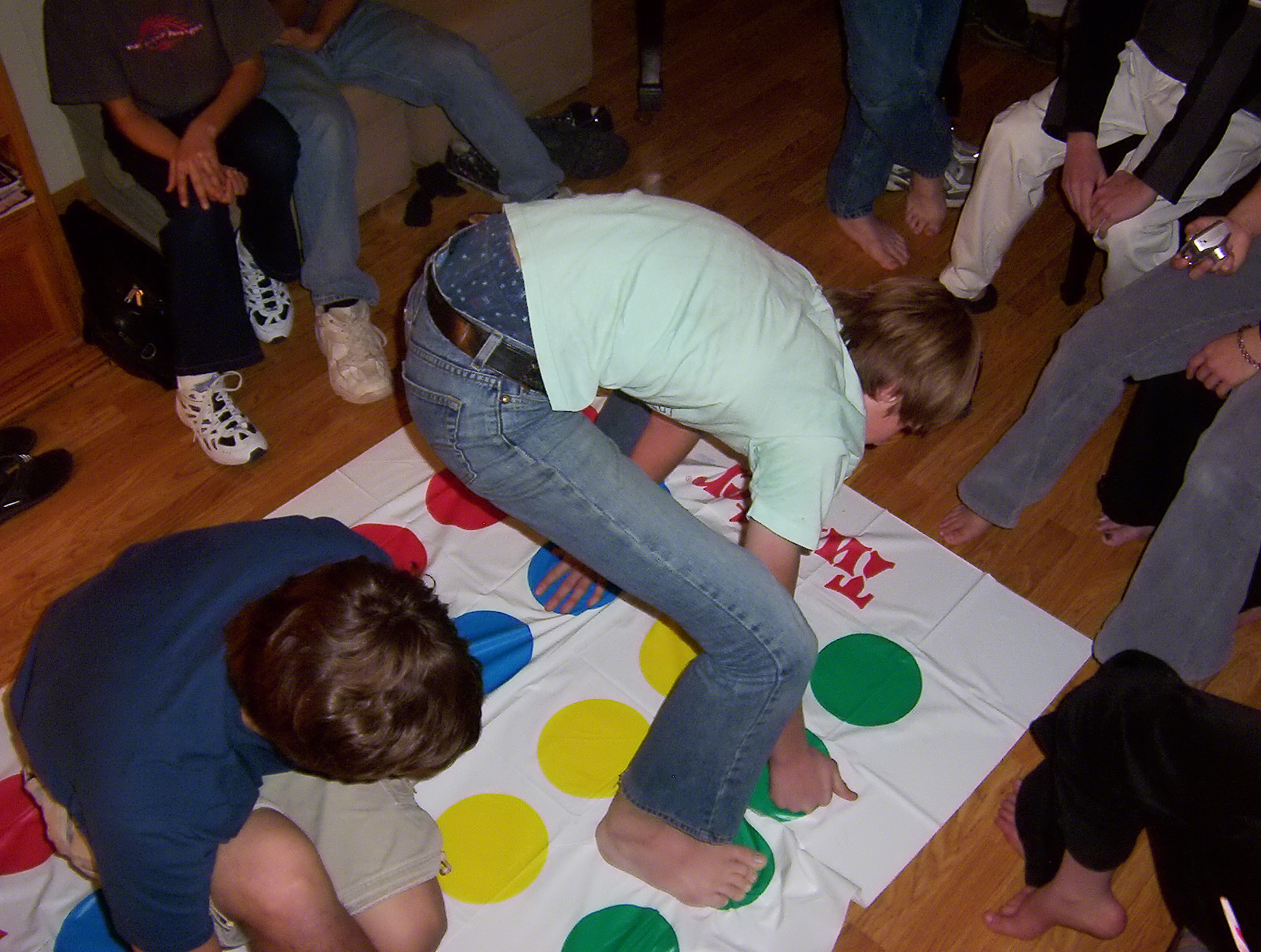
Twister

 Twister  este un joc de abilitate fizică creat de Reyn Winsor Guyer și Charles Foley în 1964 și produs de Milton Bradley Company și Winning Moves, care a fost introdus în 2015 în National Toy Hall of Fame.

## Descriere
Twister este jucat pe o suprafață mată de plastic, întinsă pe podea. Câmpu; de joc are patru cercuri, colorate în roșu, galben, albastru și verde. Jucătorul trebuie să învârtă un indicator pentru a stabili unde va pune mâna sau piciorul. Indicatorul împărțit în patru părți: piciorul drept, piciorul stâng, mâna dreaptă și mâna stângă. Fiecare dintre cele patru părți este împărțită în patru culori (roșu, galben, albastru și verde), care corespund unei anumite combinații (de exemplu: „mâna dreaptă - galben”). O persoană este eliminat atunci când acestea cade sau când cotul sau genunchiul atinge suprafața. Nu există nici o limită de jucători, însă jocul devine practic impracticabil dacă este jcuat în mai mult de patru jucători.

## Legături externe
- Site-ul oficial Twister Arhivat în 14 iulie 2015, la Wayback Machine. la hasbro.com
- Torsten Sillke's Twister Homepage
- Format:Bgg
- Twister la BoardGameGeek
- Brevet pentru Twister

Format:Hasbro